# Sitio de Cantavieja
El Sitio de Cantavieja fue uno de los episodios de la Primera Guerra Carlista

## Antecedentes
En el frente de Aragón y el Maestrazgo, la ejecución del líder carlista Manuel Carnicer ocasionó la asunción del mando de este frente por Ramón Cabrera. En la primavera de 1836, este ya comandaba 6.000 hombres y 250 caballos que operaban en el entorno de Cantavieja, que fortificó y se convirtió en el centro de operaciones, con una prisión, fábrica de artillería y dos hospitales.
Cabrera se sumó a la Expedición Gómez para intentar tomar Madrid, dejando debilitado el Maestrazgo. Apenas superado el periodo de paralización militar causado por el Motín de la Granja de San Ildefonso, en el bando liberal se nombró a Evaristo de San Miguel como comandante del ejército del Centro,
Cantavieja, en ausencia de Ramón Cabrera, estaba defendida en aquel momento por el gobernador militar carlista Magí Miquel, que contaba sólo con un batallón, un pelotón y la Compañía de Artillería. José María Arévalo, comandante general de Aragón en ausencia de Cabrera, al saber de los planes liberales de atacar Cantavieja, ordenó a Francesc Cortada y Forcadell y Lluís Llangostera y Casadevall atacar la ribera del Turia para conseguir los víveres necesarios para resistir el asedio.

## El asedio
Evaristo San Miguel salió de Teruel el 14 de octubre, uniéndosele Agustín Nogueras Pitarque desde Morella. Llegaron el 20 de octubre a Castellón con tres batallones de infantería, un regimiento de caballería y varias piezas de artillería, uniéndoseles el 23 en San Mateo la brigada de Antonio Yoller, que incluía artillería, y el 27 la legión portuguesa de Emilio Borso di Carminati.
Magí Miquel reclamó a los atacantes que no atacaran la villa dado que era un depósito de prisioneros pero San Miguel hizo caso omiso José María Arévalo se dirigió a Cantavieja con Lluís Llangostera y Casadevall y una fuerza de socorro, quedando el 31 de octubre en Fontanete, apenas a un barranco de la villa. A pesar de ello, Cantavieja fue tomada el mismo 31 de octubre de 1836. Los 200 defensores, en clara inferioridad numérica, se refugiaron en el fuerte exterior cuando empezó el fuego de artillería e intentaron huir por los barrancos para reunirse con la fuerza de socorro. Fueron abatidos por las tropas liberales y los prisioneros abrieron las puertas de la ciudad a sus liberadores.
Privados los carlistas del Maestrazgo de su capital y fábrica de artillería, Arévalo se enfrentó a numerosas deserciones hasta que el 9 de enero de 1837 Ramón Cabrera, todavía recuperándose de las heridas, se presentó en Rubielos de Mora, recompuso la moral de las tropas y atacó Torreblanca y Llangostera, derrotando a los liberales en febrero en Buñol y en marzo en Burjassot. Llegó en una incursión hasta Orihuela y causó la sustitución de San Miguel por Marcelino de Oraá Lecumberri al mando del ejército del Centro.
Cantavieja fue recuperada por Juan Cabañero y Esponera en 24 de abril de 1837, cuando su guarnición se rindió en un ataque simultáneo de los carlistas a Cantavieja, San Mateo y Benicarló.

## Consecuencias
Inmediatamente después de la recuperación de Cantavieja, Ramón Cabrera hizo desmontar la artillería y la llevó a San Mateo, que estaba asediando, abriendo la muralla y permitiendo la entrada de los carlistas. Oraá sólo pudo evitar la caída de Benicarló. Una vez capturada Morella por los carlistas en enero de 1838, se convirtió en la capital carlista al estar completamente amurallada y se  trasladaron las instalaciones de Cantavieja.